# Atomska ura
Atomska ura je vrsta ure, ki za merjenje časa uporablja frekvenco značilnega resonančnega prehoda elektronov določene vrste atomov. Atomske ure so izredno točne in služijo kot osnovne ure, po katerih se ravnajo druge ure. Iz izmerjenih vrednosti številnih atomskih ur v 60 inštitutih širom po svetu določa Mednarodni urad za uteži in mere (francosko Bureau International des Poids et Mesures ali BIPM, angleško International Bureau of Weights and Measures) v Parizu, mednarodni atomski čas kot referenčni čas. Atomske ure omogočajo stalno in stabilno merjenja časa in frekvence, ki se odraža v mednarodnem atomskem času (TAI). Za civilno uporabo je primernejši koordinirani univerzalni čas (UTC), ki se dobi iz mednarodnega atomskega časa z uporabo prestopne sekunde pri univerzalnem času (UT1), ki temelji na dejanskem vrtenju Zemlje glede na Sončev čas.
Atomske ure za merjenje časa ne uporabljajo radioaktivnosti, ampak stalen mikrovalovni signal, ki ga oddajajo elektroni, ko preskočijo iz določenega energijskega nivoja v drugi nivo. Prvotne atomske ure so bile maserji (máserji so naprave, ki dajejo koherentno mikrovalovno  elektromagnetno valovanje, ime izhaja iz angleških besed Microwave Amplification by Stimulated Emission of Radiation – mikrovalovno ojačevanje s spodbujenim oddajanjem sevanja).
.

## Razvoj atomskih ur
Prvi je dal zamisel za merjenje časa z uporabo nihanja v atomih William Thomson (1824–1907) že leta 1879. Zamisel so uresničili šele s pomočjo magnetne resonance v letu 1930. Prve atomske ure so bili amonijevi maserji v letu 1949 v Narodnem uradu za standarde in tehnologijo (sedaj je to Narodni inštitut za standardizacijo in tehnologijo (National Institute of Standards and Technology ali NIST). Takratne atomske ure so bile manj točne kot kvarčne ure. Prvo pravo atomsko uro je izdelal Louis Essen (1908–1997) leta 1955 v Narodnem fizikalnem laboratoriju v Združenem kraljestvu.

## Definicija sekunde
Atomska ura je osnovni standard za merjenje časa in frekvence. Definicije ostalih merskih enot so odvisne od definicije dolžine sekunde. Od leta 1967 je dolžina sekunde po Mednarodnem sistemu enot enaka 9.192.631.770 nihajem elektromagnetnega valovanja, ki nastane pri prehodu med dvema energijskima nivojema hiperfine strukture atoma cezija Cs-133 (133
Cs
) (različna in enaka spina na zunajih elektronskih ovojnicah). Med tema dvema stanjema pride do prehoda samo, če cezijev atom obsevamo s sevanjem, ki ima frekvenco 9.192.631.770 Hz (valovna dolžina je 3,26 cm). Standard, ki temelji na prehodu med dvema hiperfinima stanjema cezijevega atoma, se imenuje tudi cezijev standard. Razen njega se uporablja še rubidij Rb-87, ki pa ima hiperfini prehod pri frekvenci 6.834.682.610,904 324 Hz. Ta standard se imenuje rubidijev standard. Iz definiranih standardov se vidi, da je rubidijev standard mnogo natančnejši, razen cezija in rubidija se uporablja kot standard še prehod med dvema nivojema vodika na frekvenci 1.420.405.751,77 Hz (valovna dolžina 21,106 cm, črta H1) 

## Delovanje atomske ure
Atomska ura je sestavljena iz elektronskega oscilatorja, ki deluje na mikrovalovnih frekvencah. Oscilator je zgrajen tako, da se njegova frekvenca določa s pomočjo povratne zanke. Tako je oscilator naravnan vedno na določeno frekvenco. Osrednji del atomske ure je mikrovalovna resonančna votlina, ki vsebuje plin. 
Izdelujejo in uporablja se tri tipe atomskih ur, ki se razlikujejo po sredstvu v katerem se dogaja hiperfini prehod med dvema energijskima nivojema:
- s cezijevim curkom (tudi talijev curek)
- vodikov máser
- rubidijeva plinska celica

### Cezijeva atomska ura s cezijevim curkom
V cezijevi atomski uri se tekoči cezij segreva do plinastega stanja. Atomi cezija uhajajo skozi luknjico in nadaljujejo pot med dvema magnetoma, ki ločita curek atomov v dva dela v odvisnosti od spina. Večja točnost atomske ure se doseže, če magnete zamenjamo z laserskimi optičnimi črpalkami. Skupina cezijevih atomov se s pomočjo laserskega hlajenja ohladi na temperature blizu absolutne ničle. Po prehodu skozi mikrovalovno resonančno votlino pride do absorbcije in preskoka zunanjega elektrona (n = 5) v atomu cezija iz nižje energijske lupine v višjo. Atomi nadaljujejo pot skozi drugi magnet, ki spet razdeli curek atomov na dva dela. Frekvenco mikrovalov v resonančni votlini določamo z elektronskim oscilatorjem preko povratne zanke in pri neki frekvenci pride do zasičenja. S tem tudi dobimo resonančno frekvenco mikrovalov skozi katere so potovali atomi cezija. Osnovna naloga atomske ure je torej v tem, da se frekvenca mikrovalovnega generatorja čim bolj uskladi s frekvenco hiperfinega prehoda v ceziju. Ta frekvenca je zelo stabilna in služi za merjenje časa (frekvence). 
Atomsko uro s cezijevim curkom imenujejo tudi fontanska cezijeva atomska ura. Takšna atomska ura deluje podobno kot fontana (vodomet), ker s pomočjo laserja pošilja atome cezija navzgor, ki pa zaradi težnosti padejo nazaj skozi resonančno votlino. To se lahko tudi večkrat ponovi in so atomi zaradi tega dalj časa v resonančni votlini in je določanje frekvence točnejše (na takšen način deluje tudi atomska ura z oznako NIST-F1).

### Vodikov máser
Vodikov maser deluje na hiperfinem prehodu atoma vodika, na frekvenci 1420 MHz. Atomi vodika, ki se nahajajo višji energijski lupini vstopajo v resonančno mikrovalovno votlino kjer preskočijo na nižji hiperfini nivo. 

### Rubidijeva plinska celica
Rubidijeva atomska ura deluje na frekvenci 6835 MHz pri hiperfinem prehodu rubidija Rb-87.